# Isenburg-Meerholz
Isenburg-Meerholz (o Ysenburg-Büdingen-Meerholz) fue un Condado en el Hesse meridional, Alemania. Fue creado como una partición de Isenburg-Büdingen (o Ysenburg-Büdingen) en 1687 (Tercera Partición), y fue mediatizado a Isenburg en 1806. En 2007, con la incorporación de Rumania y Bulgaria, Meerholz (ahora una parte de la anterior ciudad libre de Gelnhausen) se convirtió en el nuevo centro geográfico de la Unión Europea.

## Condes de Isenburg-Meerholz (1687-1806)
- Jorge Alberto (1691-1724)
- Carlos Federico (1724-1774)
- Juan Federico Guillermo (1774-1802)
- Carlos Luis Guillermo (1802-1806)

- Datos: Q3802442